# Merete Riisager
Merete Riisager Andersen, född 1 mars 1976 i Århus, Danmark, är en dansk tidigare politiker. Hon var medlem i Radikale Venstre 2006-2010 och därefter Liberal Alliance. För Libral Alliance satt hon i Folketinget 2011-2019, var barn, undervisnings-, kommunal och jämställdhetsminister 2011-2016 och undervisningsminister 2016-2019. Han var direktör för Dansk Svømmeunion 2021-2022.
Riisager gick på Stige friskole, varifrån hon tog studenten 1991. Hon studerade på Köpenhamns universitet, där hon tog en Cand.mag.pæd.-examen 2003.
Efter att tidigare ha kandiderat till Folketinget för Radikale Venstre, blev hon 2011 kandidat för Liberal Alliance i Fyns storkrets. Hon valdes in vid Folketingsvalet 2011 och satt kvar där till folketingsvalet 2019. Under hela tiden var hon mininster. Hon blev 2020 styrelsemedlem för den nystartade borgerliga nättidningen Kontrast.